# Flade Isblink
Flade Isblink est une calotte glaciaire  de la Terre du Prince héritier Christian, sur la Terre du roi Frédéric VIII, au nord-est du Groenland.
Station Nord, seul endroit habité de la région, se situe au nord-ouest, au large de la calotte glaciaire.

## Histoire
Flade Isblink a été nommé par Lauge Koch en 1933. Il est le premier à cartographier la région lors de l'expédition de trois ans dans l'est du Groenland (1931-1934).

## Géographie
Cette calotte glaciaire grande et plate est séparée de l'inlandsis du Groenland et constitue la plus grande calotte glaciaire indépendante du Groenland. Elle est située entre la mer de Wandel au nord et la terre d'Amdrup et la baie Antarctique au sud. Le lac Romer et les Alpes Princess Elizabeth s'étendent vers le sud-ouest à l'extrémité ouest et à l'est se trouvent le détroit de Fram et la mer du Groenland. La calotte glaciaire couvre la majeure partie de la partie nord de la Terre du Prince héritier Christian et a une superficie d'environ 8 500 km2. Le substrat rocheux sous-jacent se trouve à environ 100 m au-dessus du niveau de la mer.
Le Flade Isblink possède deux dômes de glace, le North Dome et le plus grand South Dome. Kilen est une étendue à peu près triangulaire de terrain plat non glaciaire sur la côte est avec son sommet dans la calotte glaciaire entre les deux dômes,. La section nord de la calotte glaciaire est drainée par deux glaciers de sortie coulant dans une direction à peu près nord-ouest. L'angle nord-est du Groenland, Nordostrundingen, s'étend dans la mer à l'extrémité est
|  |  |